# Potez-CAMS 141
Pour les articles homonymes, voir Antarès (homonymie).
L'hydravion Potez-CAMS 141 est un appareil de patrouille et de reconnaissance à long rayon d'action étudié pour la Marine nationale française, au début des années 1930. Devant équiper l'Aéronavale française, seul un prototype fut achevé avant que l'invasion allemande de la France n'arrête sa production. Ce prototype, cependant, combattra depuis les bases de l'Afrique française du Nord jusqu'à son retrait en 1943 faute de pièces détachées. Cet hydravion reçut le nom de baptême Antarès.

## Conception
Il s'agit d'un grand monoplan à aile haute. Il a été conçu par les Chantiers aéro-maritimes de la Seine (CAMS), devenus depuis 1933 une partie de la société Potez, en vue de répondre aux spécifications de la Marine nationale française pour un hydravion de reconnaissance à long rayon d'action  pour remplacer l'avion démodé Breguet 521 Bizerte. Il est en concurrence avec le Latécoère 611 et le Breguet 730. 
Le premier vol du prototype eut lieu le 21 janvier 1938 à Caudebec-en-Caux. Les essais officiels commencèrent en aout 1938.
C'était un monoplan quadrimoteur, motorisé avec quatre moteurs Hispano-Suiza 12Y avec des ailes hautes, au-dessus du fuselage et un empennage bi-dérive. Il était armé avec une tourelle dorsale de deux mitrailleuses Darne de calibre 7,5 mm avec ultérieurement deux mitrailleuses dans des tourelles latérales et deux ventrales. Après évaluation, un bon de commande pour quatre aéronefs fut envoyé, suivi d'un autre pour 15 exemplaires avant le commencement de la Seconde Guerre mondiale.

## Engagements
Le prototype, dénommé Antarès entra en service avec l'escadrille E8 de la marine française en septembre 1939, volant dans sa première patrouille sur l'océan Atlantique le 20 septembre 1939. Des commandes substantielles de Potez-CAMS 141 seront envoyées peu après le début de la guerre, avec des livraisons attendues en juin 1940 mais ces ordres furent annulés par des changements de priorités et la prise en compte que les pertes d'hydravions à long rayon d'action étaient très faibles.
Aucune production d'avion n'avait été terminée au moment de l'Armistice du 22 juin 1940 et Antarés fut évacué vers Port-Lyautey au Maroc. Il était sous commandement du régime de Vichy, en service dans l'escadrille 4E à Dakar continuant son service jusqu'à l'invasion de l'AFN. Après un bref combat meurtrier, les forces armées françaises se joignirent aux forces Alliées. Antarés continua son service, menant des patrouilles au-dessus de l'Atlantique central et du Sud. Le 2 juin 1943, Antarés coula l'U-105 allemand près de Dakar. Antarès fut retiré du service et réformé en 1944.
Le pilote qui a le plus longuement volé à bord de l'Antarés était Jacques Thabaud (1910-1991), qui finira vice-amiral de la Marine nationale.

## Opérateurs
France
- Force maritime de l'aéronautique navale

### Avions comparables
- Breguet 730
- LeO H-47
- Latécoère 611
- Hydravion

## Sources
- (en) Cet article est partiellement ou en totalité issu de l’article de Wikipédia en anglais intitulé « Potez-CAMS_141 » (voir la liste des auteurs).